# Tiungur
Tiungur (ros. Тюнгур) – wieś w Rosji, w Republice Ałtaju, w rejonie ust-koksińskim. W 2010 liczyła 397 mieszkańców.